# Синій (англійський) кормовий прапор

Синій прапор.
Співвідношення сторін 1:2

Синій прапор, 1620 - 1707

Синій прапор, 1707 - 1801

Синій англійський кормовий прапор (Blue Ensign) є прапором Великої Британії. Він складається з синього полотна з Union Jack у верхньому лівому кутку. Синій колір полотна має той же відтінок, що і Union Jack.
Спочатку Синій прапор був прийнятий у 17-му столітті із зображенням прапора Англії у верхньому кутку біля древка.
Після  об'єднання з Шотландією в 1707 р. замість англійського прапора була поміщена первинна версія прапора Union Jack, яка являла собою суміш англійського прапора і шотландського прапора.
Після  приєднання Ірландії 1 січня 1801 р. до Union Jack був доданий ірландський прапор св. Патріка, червоний андріївський хрест на білому тлі.
До реформи 1864 р. жовтий прапор був одним з трьох прапорів британського військово-морського флоту ('Blue Squadron').
З 1865 р. було дозволено також і залежним країнам і колоніям використовувати синій прапор і поміщати на ньому свій герб (Badge).
З тих же пір червоний прапор використовується в торгових цілях, а білий прапор як військово-морський прапор.
Синій прапор з 1864 р. використовується як службовий прапор на морі і є основою для багатьох прапорів Співдружності націй.

### Британські заморські території

Прапор Фолклендських островів 1865 - 1933

Прапор Гамбії 1888 - 1965

Прапор Гонконгу 1959 - 1997

## Приклади синіх прапорів

Прапор Ангільї

### Історичні сині прапори
Історичні сині прапори застосовувалися як один з державних символів використовувалися у володіннях Великої Британії. Після отримання незалежності колишні колонії зазвичай змінювали прапор. У деяких королівствах Співдружності, однак, кормовий прапор залишався.
- Історичний прапор Елліс до 1978
- Історичний прапор Фіджі до 1970
- Історичний прапор Гамбії до 1965
- Історичний прапор Гани до 1957
- Історичний прапор Гільбертових островів до 1979
- Історичний прапор Гренади до 1967
- Історичний прапор Гаяни до 1966
- Історичний прапор Гонконгу до 1997
- Історичний прапор Домініки до 1978
- Історичний прапор Британської Індії до 1947
- Історичний прапор Ямайки до 1962
- Історичний прапор Канади до 1965
- Історичний прапор Кенії до 1963
- Історичний прапор Малаві до 1963
- Історичний прапор Мальти до 1947
- Історичний прапор Маврикія до 1968
- Історичний прапор Нігерії до 1960
- Історичний прапор Північної Родезії до 1963
- Історичний прапор Сараваку до 1963
- Історичний прапор Південно-Африканської Республіки до 1928
- Історичний прапор Південного Ємену до 1963
- Історичний прапор Південної Родезії до 1964 (світло-блакитний до 1968)
- Історичний прапор Уганди до 1962
- Історичний прапор  Центрально-Африканської федерації до 1963

Прапор Південної Австралії

Прапор Тувалу

- Історичний прапор Кіпру до 1960

### Сучасні державні прапори і прапори провінцій
- Австралія
  - Новий Південний Уельс
  - Квінсленд
  - Південна Австралія
  - Тасманія
  - Вікторія
  - Західна Австралія
- Фіджі (світло-блакитний)
- Нова Зеландія
  - Острови Кука
- Тувалу (світло-блакитний)

### Інші варіанти
- Гаваї (суміш Blue Ensign і прапора США)
- Прапор Британської території в Індійському океані
- Військово-морський прапор Індії (Blue Ensign і Прапор Індії замість Union Jack)